# Zygophylax arborescens
Zygophylax arborescens is een hydroïdpoliep uit de familie Lafoeidae. De poliep komt uit het geslacht Zygophylax. Zygophylax arborescens werd in 1931 voor het eerst wetenschappelijk beschreven door Leloup. 